# Saint-André-d'Huiriat
Saint-André-d'Huiriat est une commune française, située dans le département de l'Ain en région Auvergne-Rhône-Alpes.

## Géographie

### Localisation
Saint-André-d'Huiriat est située dans la région naturelle de la Bresse près de la région de la Dombes. Elle est localisée au sud du canton de Vonnas, dans l'arrondissement de Bourg-en-Bresse du département de l'Ain.
Elle se situe à 20 km à au sud-est de Mâcon, à 29 km à l'ouest de Bourg-en-Bresse, à 65 km au nord de Lyon et à 412 km au sud de Paris.
La population n'est pas concentrée en son bourg mais est dispersée dans plusieurs hameaux dont Mahollières, Petit Coland, Grand Coland, la Maladière, le Chapeland, Gormoz et Servette.

### Points extrêmes
- Nord : Mahollières, 46° 14′ 06″ N, 4° 54′ 23″ E
- Est : Pranay, 46° 12′ 15″ N, 4° 56′ 22″ E
- Sud : Les Arcuizes, 46° 11′ 51″ N, 4° 54′ 57″ E
- Ouest : La Grande Allée, 46° 12′ 31″ N, 4° 53′ 21″ E

### Hydrographie
Deux cours d'eau traversent Saint-André. En premier lieu, les Guillonnes est un ruisseau qui traverse la commune du sud au nord et devient le bief de Vieudon à la sortie de la commune. Le bief du Pré Carré prend sa source à Illiat puis entre dans le village avant de se jeter dans le ruisseau des Guillonnes.

### Climat
Pour des articles plus généraux, voir Climat d'Auvergne-Rhône-Alpes et Climat de l'Ain.
En 2010, le climat de la commune est de type climat océanique dégradé des plaines du Centre et du Nord, selon une étude du CNRS s'appuyant sur une série de données couvrant la période 1971-2000. En 2020, Météo-France publie une typologie des climats de la France métropolitaine dans laquelle la commune est dans une zone de transition entre le climat semi-continental et le climat de montagne et est dans la région climatique Bourgogne, vallée de la Saône, caractérisée par un bon ensoleillement (1 900 h/an), un été chaud (18,5 °C), un air sec au printemps et en été et des vents faibles.
Pour la période 1971-2000, la température annuelle moyenne est de 11,8 °C, avec une amplitude thermique annuelle de 18,1 °C. Le cumul annuel moyen de précipitations est de 910 mm, avec 10,1 jours de précipitations en janvier et 7,5 jours en juillet. Pour la période 1991-2020, la température moyenne annuelle observée sur la station météorologique de Météo-France la plus proche, sur la commune de Baneins à 11 km à vol d'oiseau, est de 12,7 °C et le cumul annuel moyen de précipitations est de 880,2 mm,. Pour l'avenir, les paramètres climatiques de la commune estimés pour 2050 selon différents scénarios d'émission de gaz à effet de serre sont consultables sur un site dédié publié par Météo-France en novembre 2022.

### Voies de communication et transports

Carte des voies de communication.

#### Réseau routier

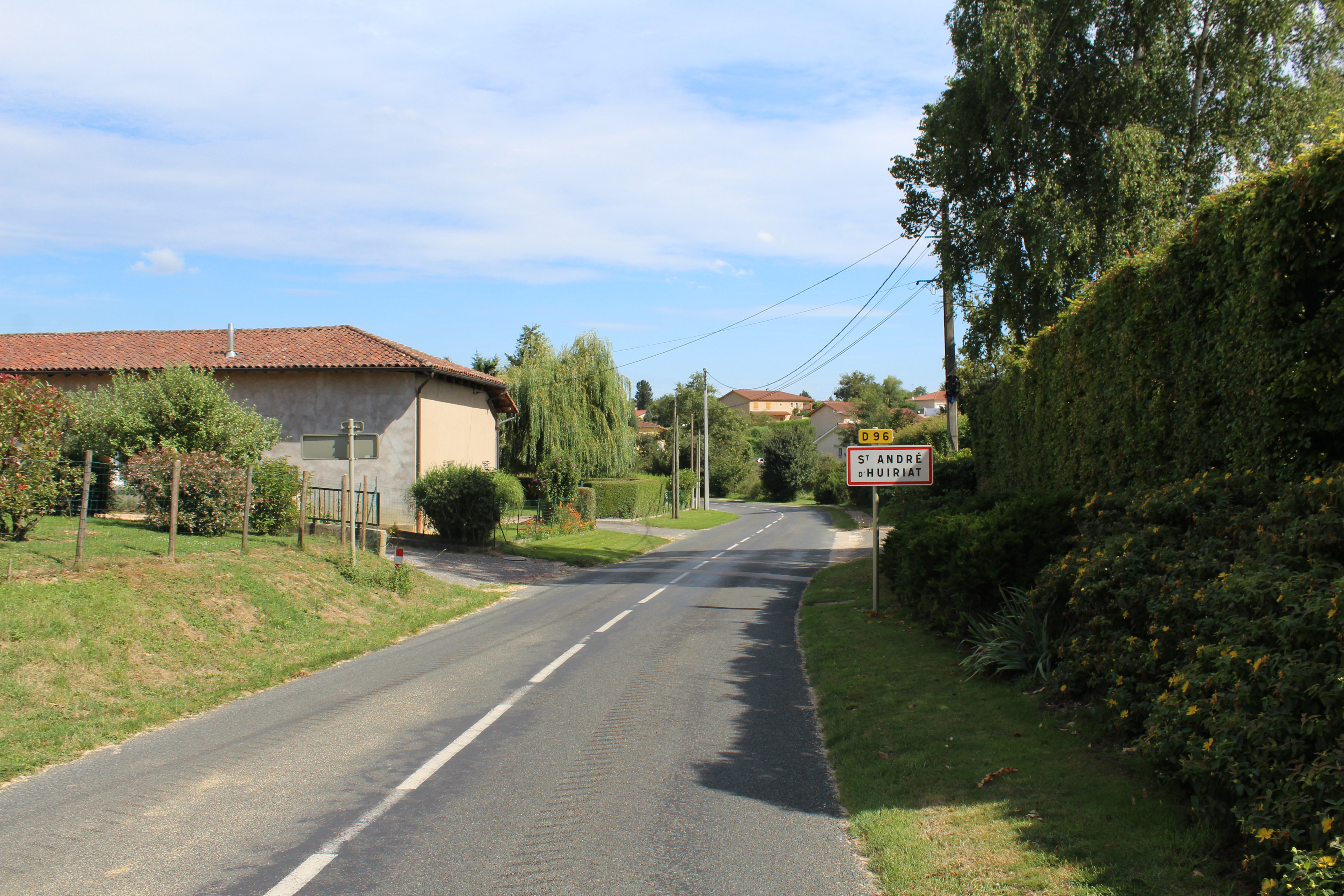
Route D 96 à l'entrée du village.

- La route départementale D 2 fait la frontière entre la commune et Biziat, elle relie Pont-de-Veyle à Châtillon-sur-Chalaronne.
- La route départementale D 96 traverse Saint-André d'est en ouest. En prenant la voie par l'est, les automobilistes rejoignent Cruzilles-lès-Mépillat tandis que par l'ouest, ils rejoignent Biziat et Vonnas.

Aucune autoroute ne traverse la commune mais il y en a trois à proximité :
- l'autoroute A40 (Mâcon - Genève), portion de la Route Centre-Europe Atlantique Bordeaux/Nantes - Annemasse, est un axe de communication qui permet de rejoindre la préfecture de l'Ain ainsi que les villes du Bugey ;
- l'autoroute A6 est une autoroute reliant Paris à Lyon. Elle est accessible depuis la gare de péage de Mâcon-Sud ;
- l'autoroute A406 est une autoroute reliant l'A40 et l'A6. Elle fait office de contournement sud de Mâcon.

#### Transport fluvial
La Saône, qui marque la frontière ouest du département de l'Ain, est navigable à grand gabarit européen depuis Verdun-sur-le-Doubs jusqu'à Lyon. Elle constitue un axe de transport fluvial important entre l'est et la Méditerranée. Mâcon possède un port fluvial et la Saône est aussi appréciée pour le tourisme fluvial.

#### Transport aérien
- La chambre de commerce et d'industrie de Saône-et-Loire gère un petit aéroport à Charnay, au sud-ouest de Mâcon.
- Les habitants de la commune doivent se rendre à l'aéroport de Lyon-Saint-Exupéry distant de 72 kilomètres ou bien à l'aéroport de Genève distant de 147 kilomètres pour effectuer des vols vers l'international.

## Urbanisme

### Typologie
Au 1er janvier 2024, Saint-André-d'Huiriat est catégorisée commune rurale à habitat dispersé, selon la nouvelle grille communale de densité à 7 niveaux définie par l'Insee en 2022.
Elle est située hors unité urbaine. Par ailleurs la commune fait partie de l'aire d'attraction de Mâcon, dont elle est une commune de la couronne,. Cette aire, qui regroupe 105 communes, est catégorisée dans les aires de 50 000 à moins de 200 000 habitants,.

### Occupation des sols
L'occupation des sols de la commune, telle qu'elle ressort de la base de données européenne d’occupation biophysique des sols Corine Land Cover (CLC), est marquée par l'importance des territoires agricoles (96,5 % en 2018), en diminution par rapport à 1990 (99,4 %). La répartition détaillée en 2018 est la suivante : 
zones agricoles hétérogènes (48,3 %), terres arables (37,1 %), prairies (11,1 %), zones urbanisées (2,9 %), forêts (0,6 %).
L'évolution de l’occupation des sols de la commune et de ses infrastructures peut être observée sur les différentes représentations cartographiques du territoire : la carte de Cassini (XVIIIe siècle), la carte d'état-major (1820-1866) et les cartes ou photos aériennes de l'IGN pour la période actuelle (1950 à aujourd'hui).

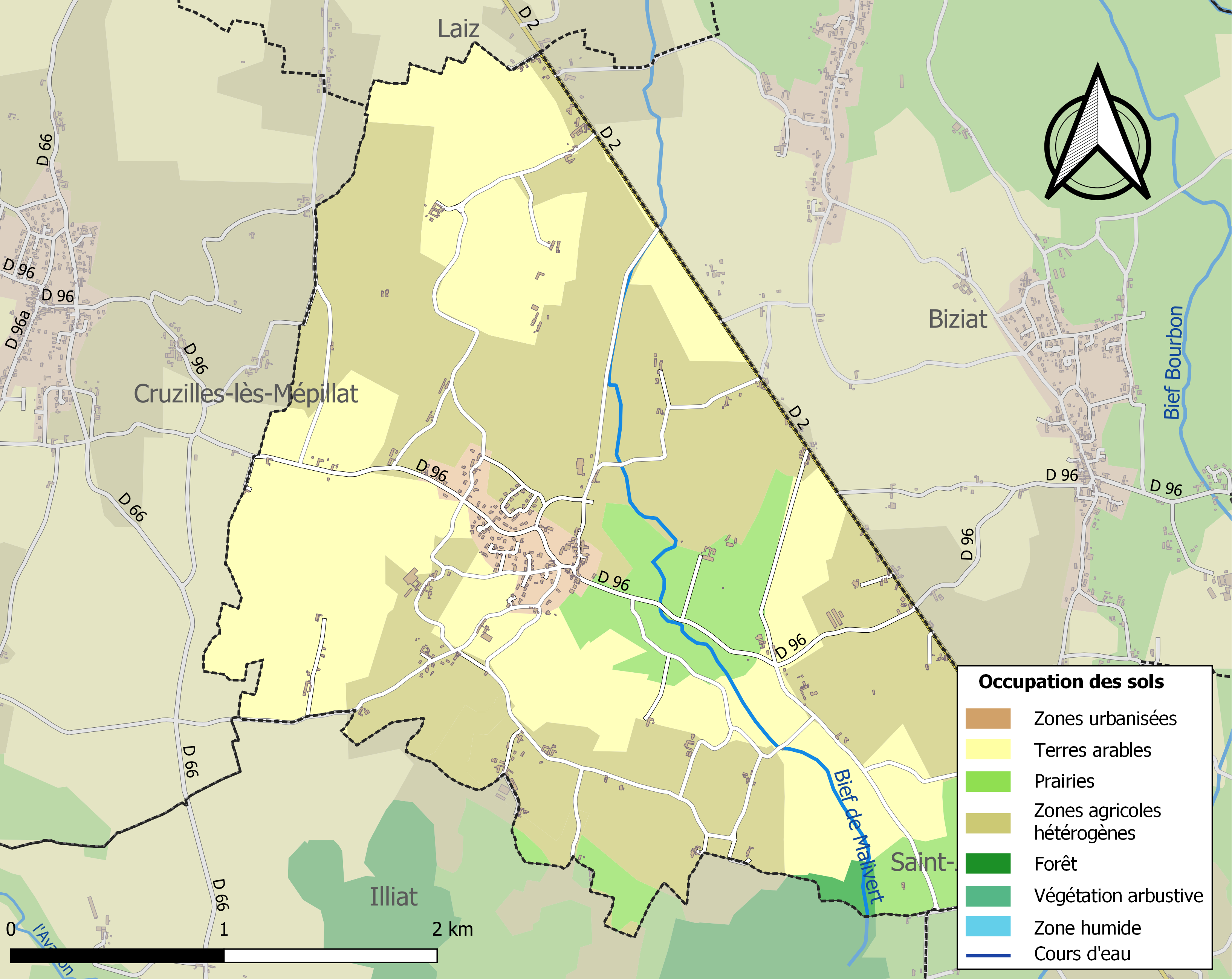
Carte des infrastructures et de l'occupation des sols de la commune en 2018 (CLC).

## Toponymie

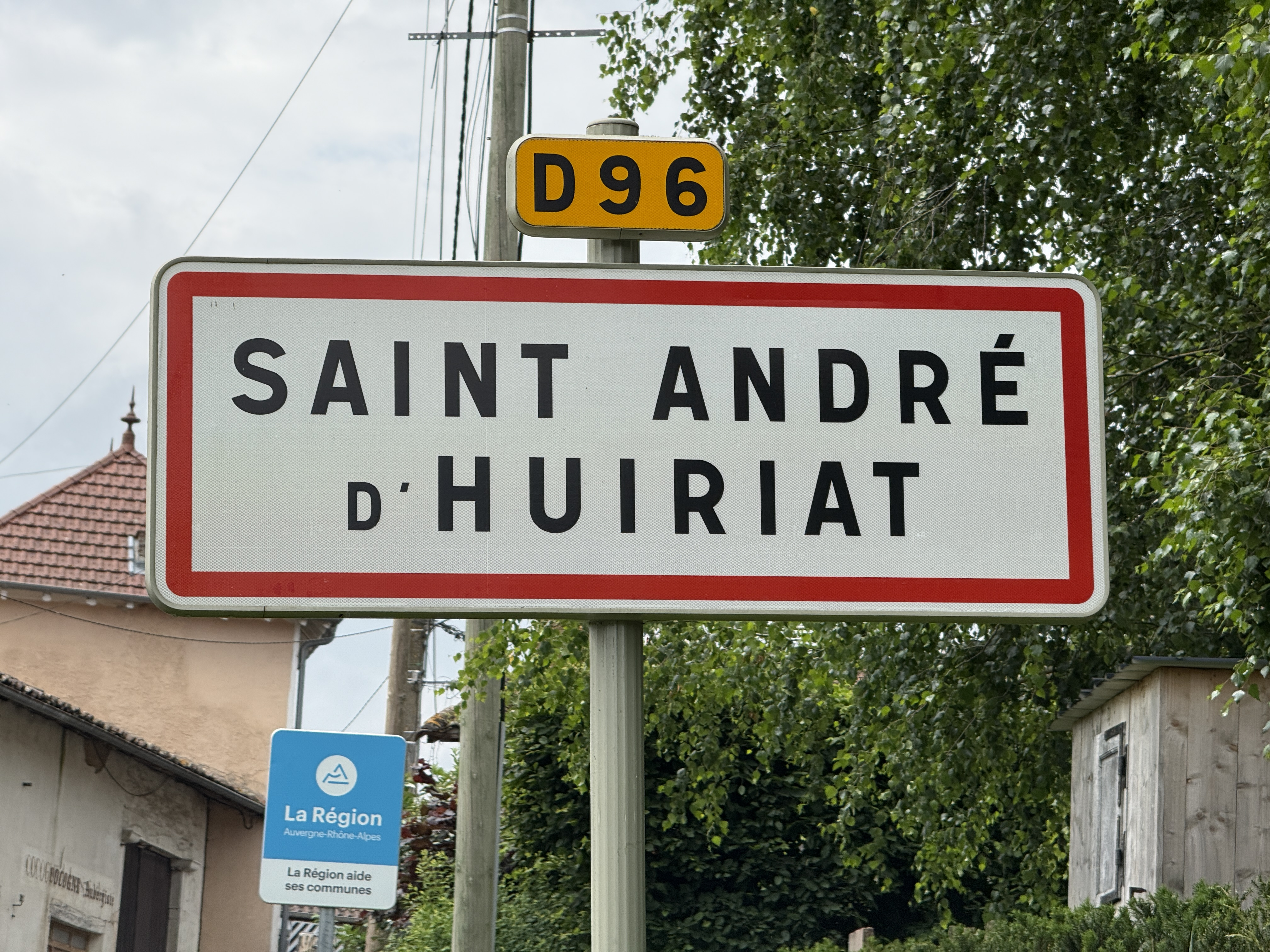
Panneau d'entrée du village.

### Attestations anciennes
La première mention de la commune est donnée dans les chartes de Cluny en 917 sous le nom de Sancti Andreae ad Vureacum alors qu'en 971, on trouve le nom de Sancti Andreae in Cimaloco.
Au milieu du XIIIe siècle, Saint Andre d'Uirie devient le nom pour se référer à la paroisse. Vers 1325, le pouillé du diocèse de Lyon mentionne Sanctus Andrea d'Uyria. En 1492, les archives de l'Ain citent Sanctum Andream Huyriaci tandis qu'on trouve Sanctus Andreas d'Uria en 1506. Au milieu de ce siècle, en 1563, les archives de la Côte-d'Or trouve le nom de la commune proche de la forme actuelle : Sainct André d'Huyria.
En 1612, soit une dizaine d'années après l'intégration du village à la France, le village devient Saint André d'Huriat, puis Saint André d'Uria ou Saint André d'Huriaz en 1757 selon les archives de l'Ain mais à la même période, on trouve Saint André d'Huria.
En 1793, on trouve le nom Saint André d'Huriat mais porte durant la révolution le nom d'Huyriat avant de devenir en 1801 André-d'Huiziat puis Saint-André-d'Huiriat.

### Origine du nom
La commune doit en partie son nom à Saint-André, nom porté par de nombreux saints catholiques et orthodoxes. Le suffixe Huiriat vient du nom d'un domaine d´origine gallo-romaine nommé Uriacum. Ce nom provient du nom propre Urius, celui qui donne un vent favorable (épithète de Jupiter).

## Histoire
- En 1601, après la fin de la guerre franco-savoyarde qui se termine par le Traité de Lyon, Saint-André appartient à la France avec l'acquisition de celle-ci de la Bresse, du Bugey, du Valromey et du pays de Gex. Elle est par la suite intégrée à la province bourguignonne.
- Entre 1790 et 1795, la commune était une municipalité du canton de Pont-de-Veyle, et dépendait du district de Châtillon-les-Dombes.

## Politique et administration

### Maires successifs
| Période                                  | Période  | Identité      | Étiquette | Qualité                     |
| ---------------------------------------- | -------- | ------------- | --------- | --------------------------- |
| maire en 1835                            | ?        | M. Jacquemet  |           | Conseiller d'arrondissement |
| juin 1995                                | En cours | Michel Dubost | SE        | Retraité agricole           |
| Les données manquantes sont à compléter. |          |               |           |                             |

### Jumelages
| Straubenhardt Saint-André-d'Huiriat |

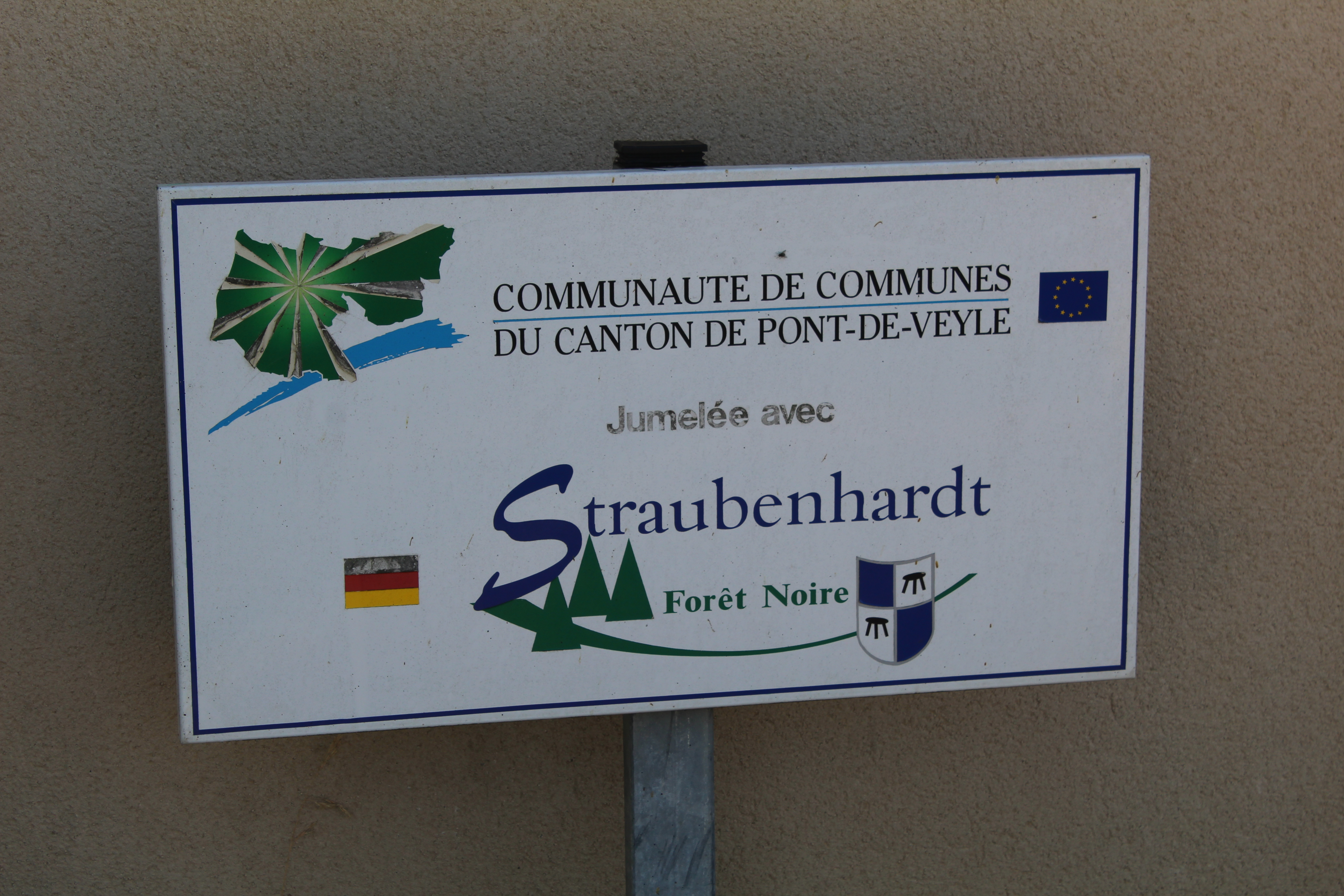
Panneau annonçant le jumelage avec Straubenhardt.

La communauté de communes du canton de Pont-de-Veyle dont la commune fait partie est jumelée avec la commune de Straubenhardt localisée dans le Bade-Wurtemberg ( Allemagne) à la porte nord de la Forêt-Noire entre Karlsruhe et Pforzheim. Après quelques échanges entre associations en 1999, le jumelage entre Straubenhardt et le canton de Pont-de-Veyle a été concrétisé par la signature de la Charte lors de la grande fête organisée au Château de Pont-de-Veyle en 2000.

## Population et société

### Démographie
L'évolution du nombre d'habitants est connue à travers les recensements de la population effectués dans la commune depuis 1793. Pour les communes de moins de 10 000 habitants, une enquête de recensement portant sur toute la population est réalisée tous les cinq ans, les populations de référence des années intermédiaires étant quant à elles estimées par interpolation ou extrapolation. Pour la commune, le premier recensement exhaustif entrant dans le cadre du nouveau dispositif a été réalisé en 2007.

En 2022, la commune comptait 671 habitants, en évolution de +11,46 % par rapport à 2016 (Ain : +5,15 %, France hors Mayotte : +2,11 %).
| 1793 | 1800 | 1806 | 1821 | 1831 | 1836 | 1841 | 1846 | 1851 |
| ---- | ---- | ---- | ---- | ---- | ---- | ---- | ---- | ---- |
| 377  | 381  | 423  | 441  | 454  | 523  | 494  | 573  | 602  |

| 1856 | 1861 | 1866 | 1872 | 1876 | 1881 | 1886 | 1891 | 1896 |
| ---- | ---- | ---- | ---- | ---- | ---- | ---- | ---- | ---- |
| 590  | 564  | 587  | 596  | 587  | 604  | 579  | 595  | 554  |

| 1901 | 1906 | 1911 | 1921 | 1926 | 1931 | 1936 | 1946 | 1954 |
| ---- | ---- | ---- | ---- | ---- | ---- | ---- | ---- | ---- |
| 541  | 541  | 522  | 476  | 488  | 473  | 469  | 445  | 447  |

| 1962 | 1968 | 1975 | 1982 | 1990 | 1999 | 2006 | 2007 | 2012 |
| ---- | ---- | ---- | ---- | ---- | ---- | ---- | ---- | ---- |
| 410  | 366  | 317  | 334  | 368  | 402  | 497  | 510  | 539  |

| 2017 | 2022 | - | - | - | - | - | - | - |
| ---- | ---- | - | - | - | - | - | - | - |
| 626  | 671  | - | - | - | - | - | - | - |

### Enseignement

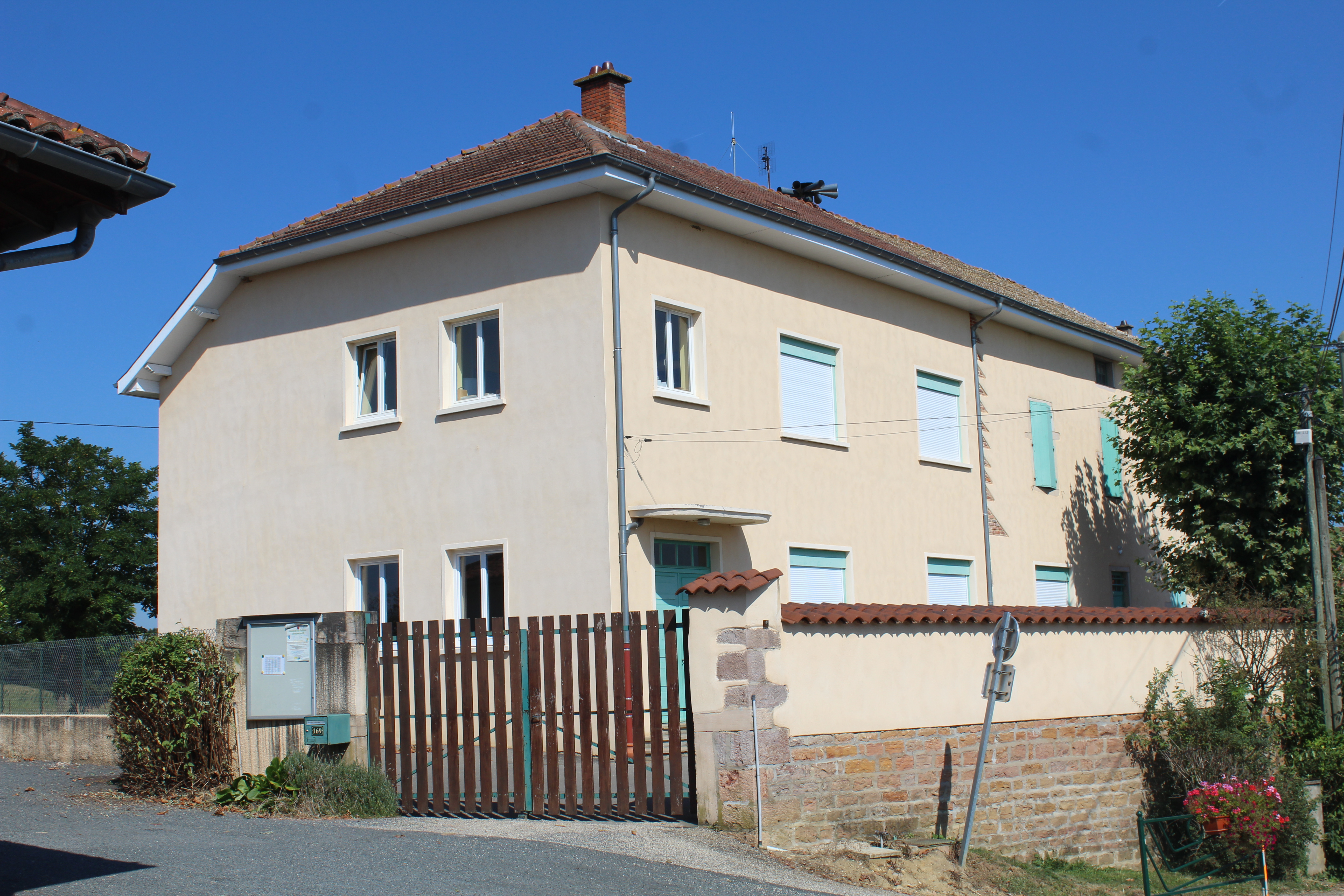
École primaire.

Avant 2013, l'école de Saint-André formait un RPI avec celle de Cruzilles-lès-Mépillat. En septembre 2013, les deux écoles fusionnent et gardent les mêmes bâtiments dans les deux communes. Le site de Saint-André accueille les niveaux du CE2 au CM2.
Les élèves de cette école passant en 6e sont dirigés au collège George-Sand de Pont-de-Veyle. Enfin, le lycée de secteur de la commune est le lycée Lamartine, situé à Mâcon dans la région bourguignonne.

### Sports
- Le Football Club Veyle Saône remplace l'AS Saint-André-d'Huiriat depuis août 2014 et évolue au niveau régional au stade municipal.
- L'Éveil de Saint-André-d'Huiriat propose de nombreuses activités dont du renforcement musculaire, de la boxe française, de la danse (salsa, danse moderne, hip-hop), du karaté, du running et du roller.

### Médias
- Le journal Le Progrès propose une édition locale aux communes de l'Ain. Il paraît du lundi au dimanche et traite des faits divers, des évènements sportifs et culturels au niveau local, national, et international.
- Le Journal de Saône-et-Loire est un quotidien proposant les actualités de Saône-et-Loire ainsi que celle de la rive gauche de la Saône.
- Le journal Voix de l'Ain est un hebdomadaire publié les vendredis qui propose des informations locales pour les différentes régions du département de l'Ain.
- La chaîne France 3 Rhône Alpes Auvergne est disponible dans la région.

### Numérique
Depuis, 2012, la commune dispose du très haut débit avec la fibre optique grâce au réseau public de fibre optique LIAin régi par le syndicat intercommunal d'énergie et de e-communication de l'Ain.

## Culture et patrimoine

### Lieux et monuments
- L'église Saint-André est inscrite au titre des monuments historiques depuis le 23 juin 1947.
- Près de l'église est érigé un monument en l'honneur des enfants du village tombés au combat.
- Le château de la Falconnière date du XVIIIe siècle et est situé au sud-est du bourg. Il remplace une ancienne maison forte citée en 1447[22].
- motte dite « poype de Clavagris »[22].
- Un autre château se situe sur le territoire de la commune, il s'agit du château de Bourdonnel.
- Au lieu-dit la Balmondière, on trouve une maison forte du XVIe siècle avec son pigeonnier.
- Au centre du village, on trouve un lavoir.
- Près du stade de football, on trouve une statue de la Vierge Marie construite en 1900.

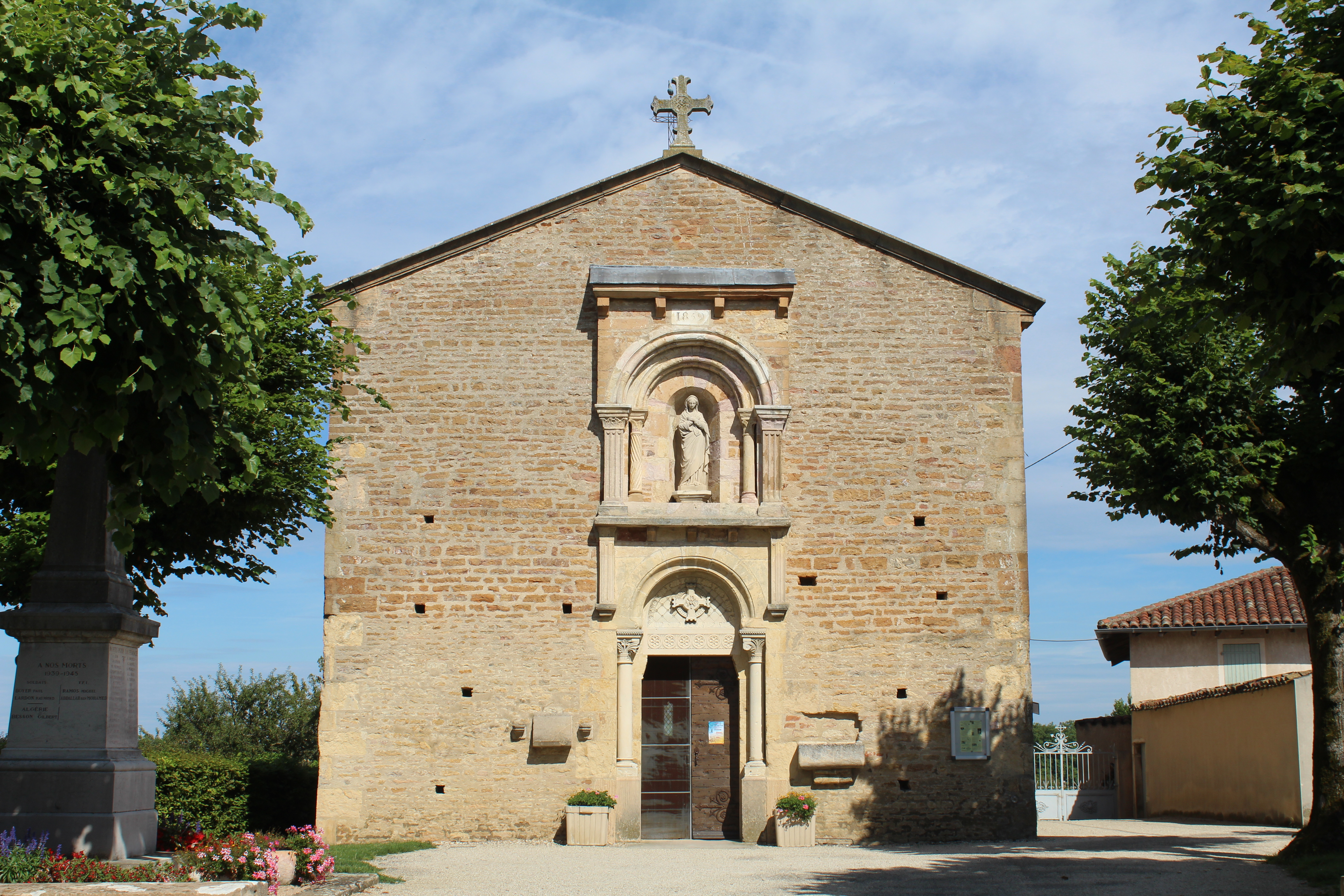
L'église Saint-André.
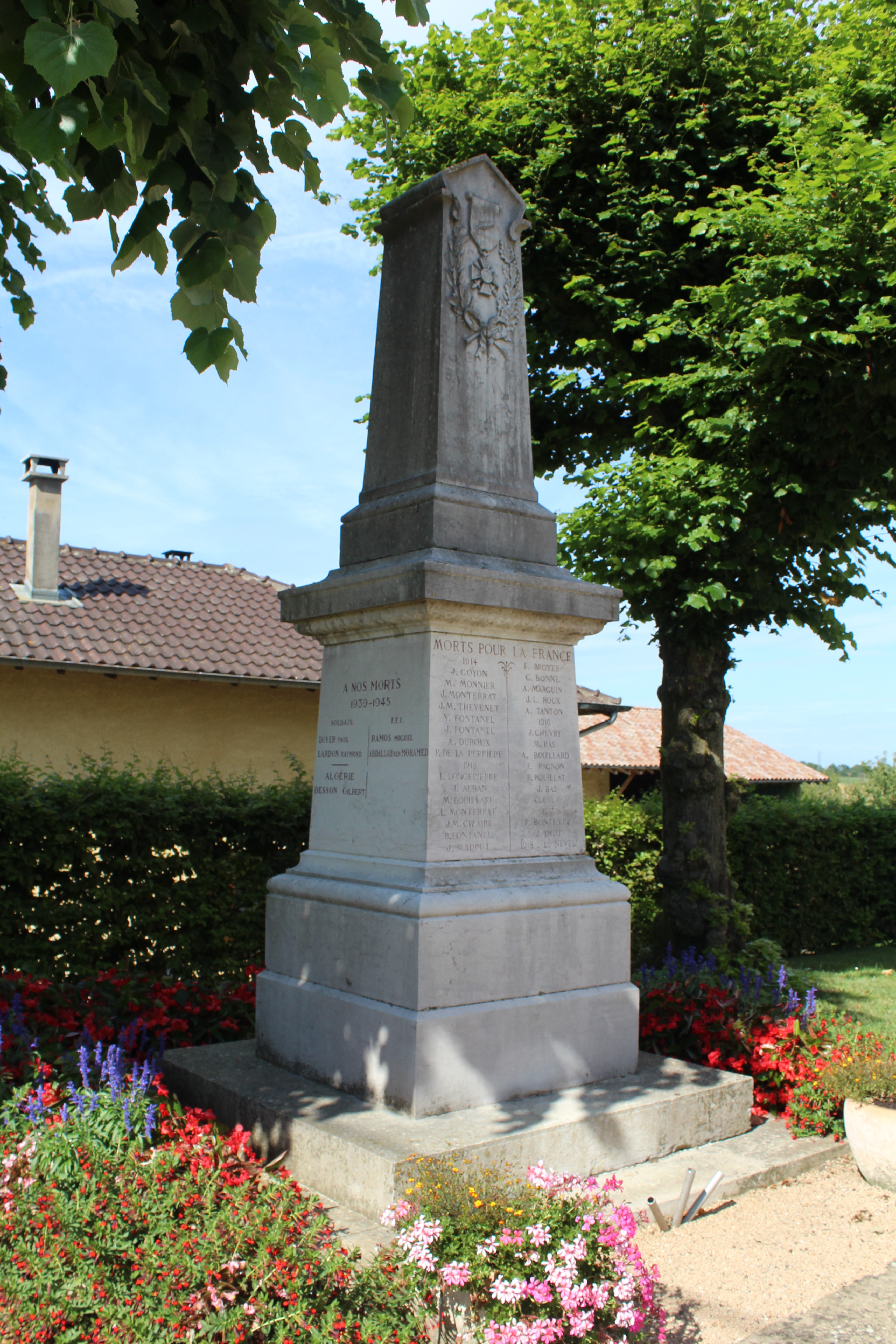
Monument aux morts.
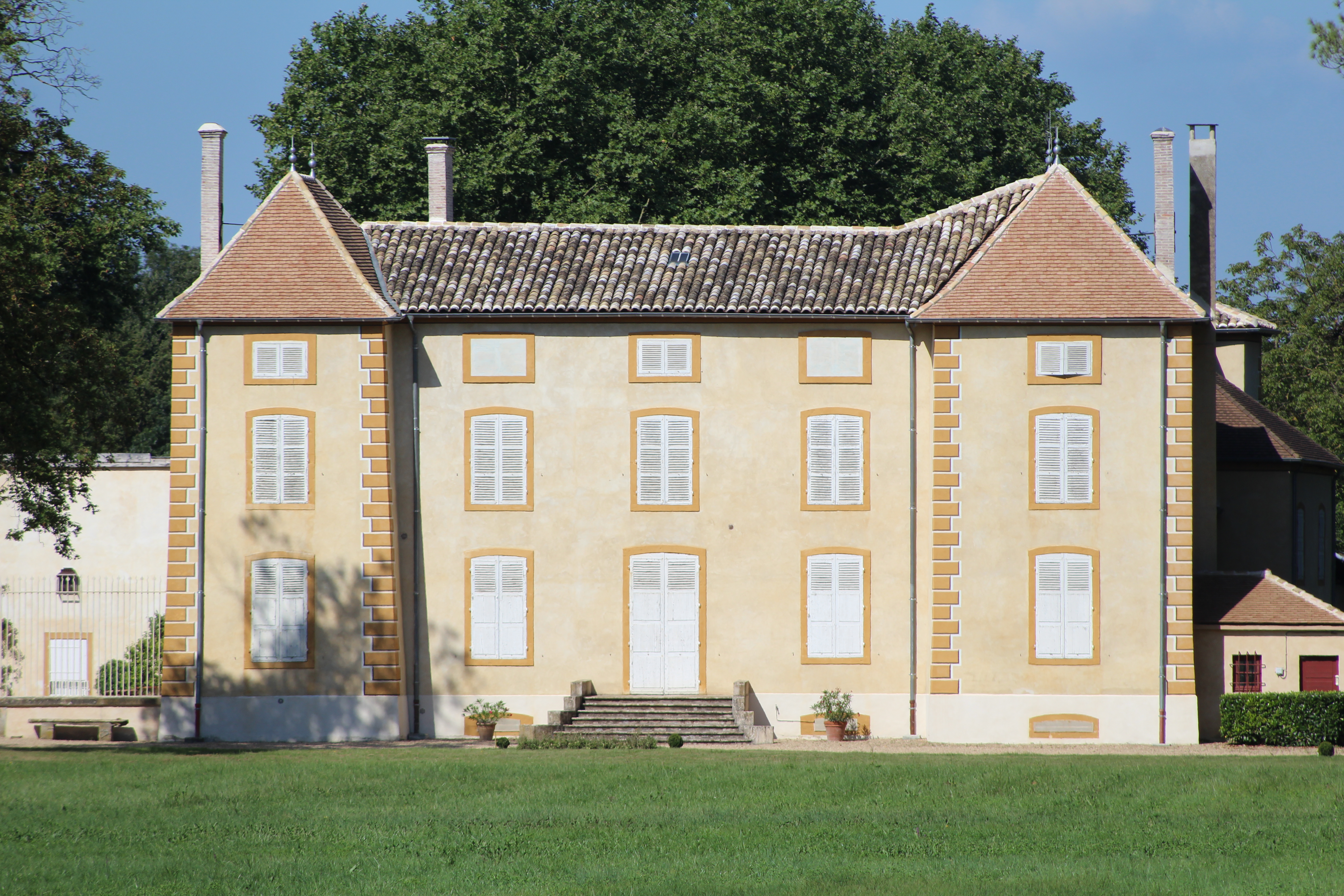
Château de la Falconnière.
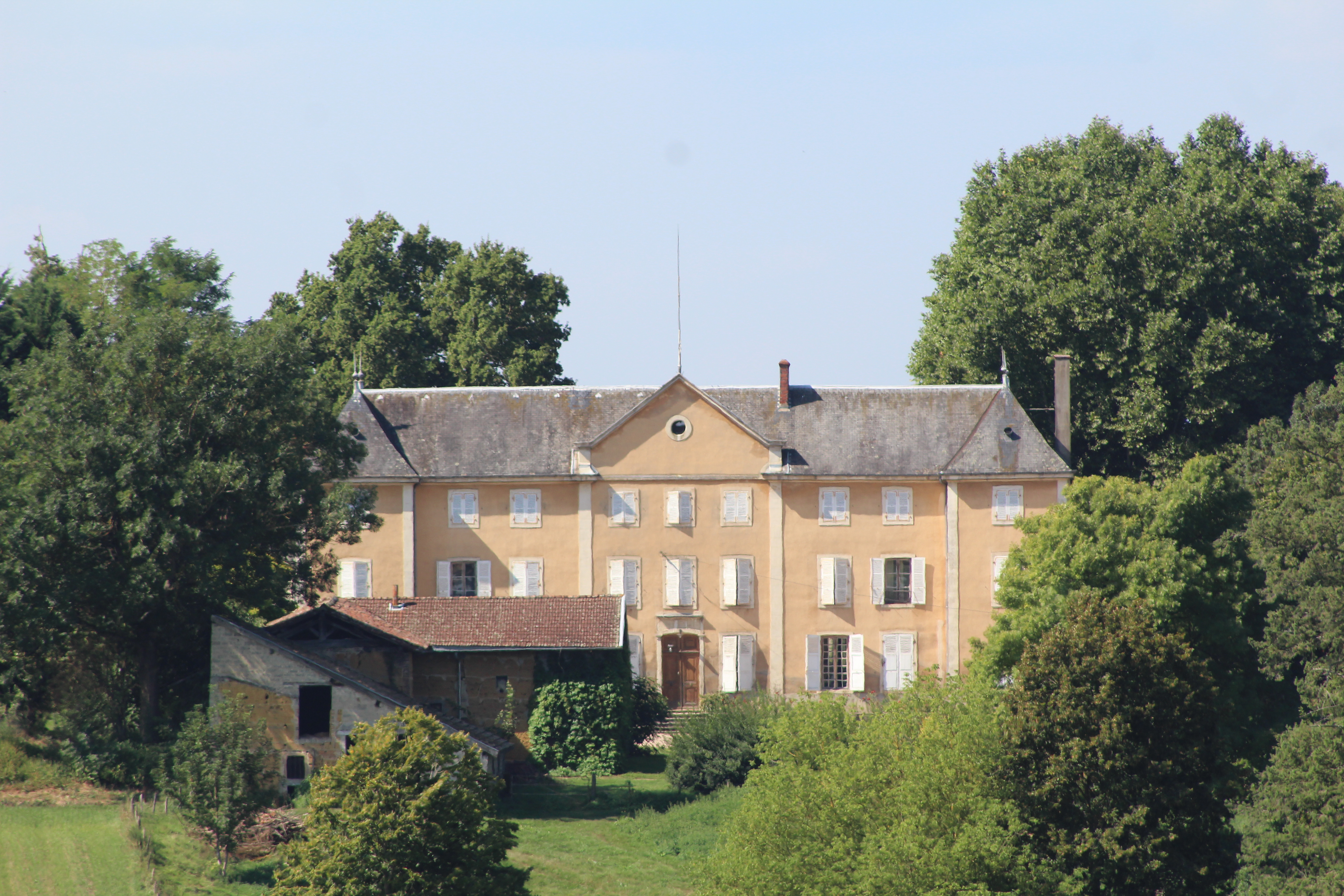
Château de Bourdonnel.
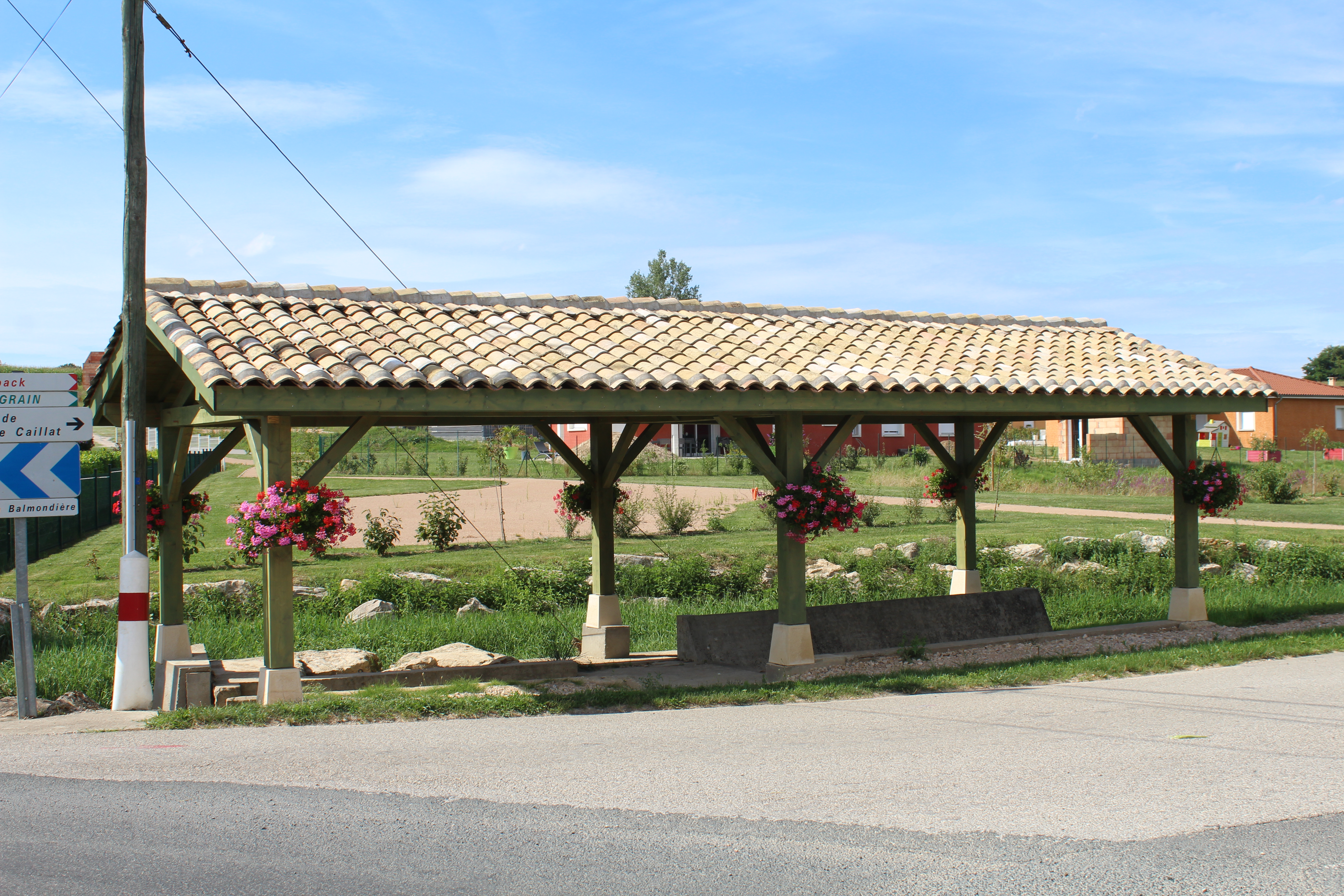
Lavoir.
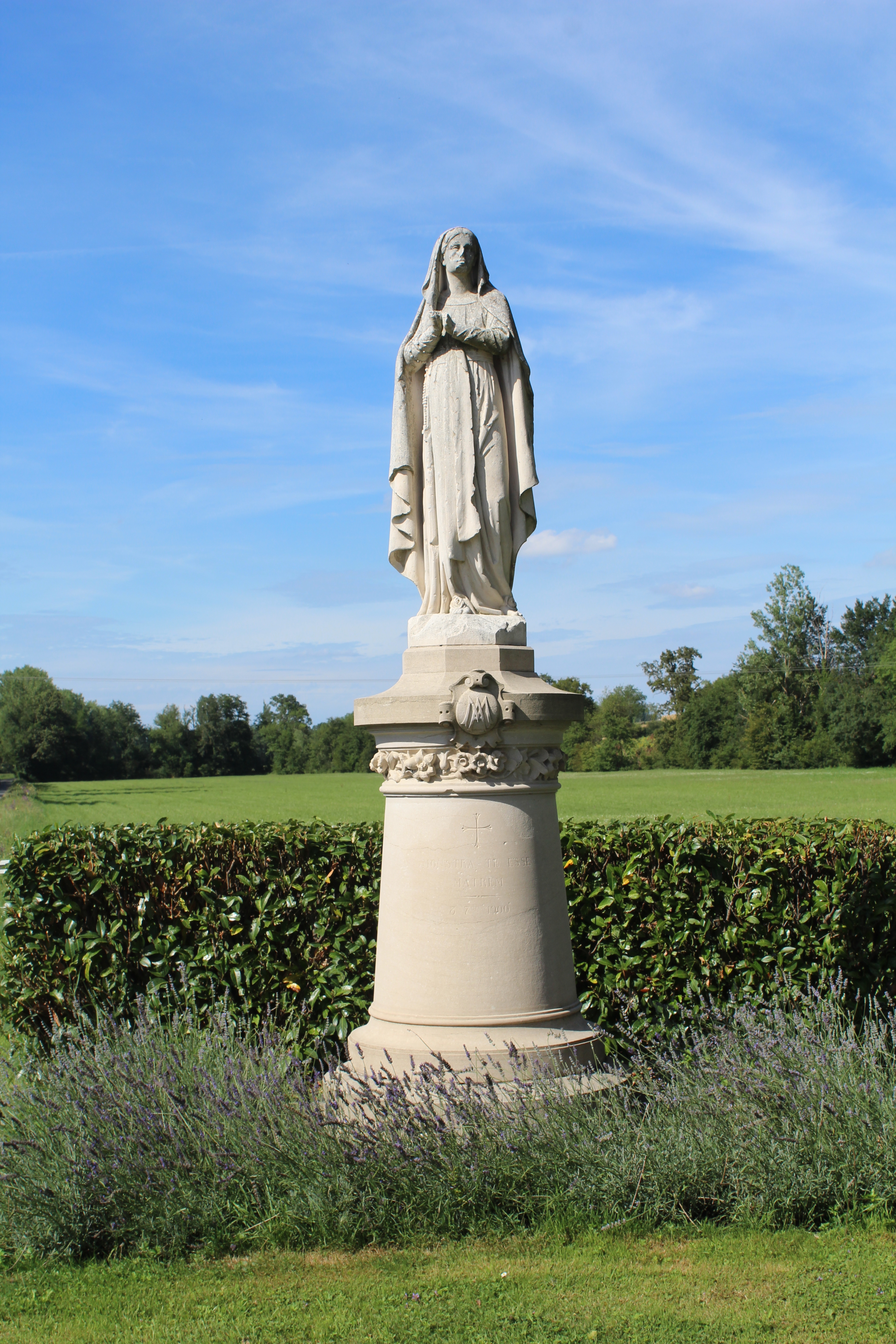
Statue de la Vierge Marie.

### Gastronomie
Les spécialités culinaires sont celles de la région bressane, c'est-à-dire la volaille de Bresse, les gaudes, la galette bressane, les gaufres bressanes, la fondue bressane.
La commune se situe dans l'aire géographique de l'AOC Crème et beurre de Bresse et de l'AOC Volailles de Bresse.
Elle a aussi l'autorisation de produire le vin IGP Coteaux de l'Ain (sous les trois couleurs, rouge, blanc et rosé).

### Personnalités liées à la commune
- Robert Alban, ancien coureur cycliste professionnel, y est né en 1952.